# Greves gerais em Angola em 2024
As greves gerais em Angola em 2024 foram três movimentos grevistas que tiveram ampla adesão da classe trabalhadora angolana, ocorrendo entre os meses de março e junho de 2024. As três greves gerais foram organizadas pelos movimentos sindicais angolanos, e tiveram como motivadores a pressão sobre os rendimentos dos trabalhadores, a carestia geral causada pela inflação, as altas taxas de desemprego e a denúncia da aplicação das políticas neoliberais pelo governo do Presidente de Angola João Lourenço.
Os períodos de greves gerais foram convocadas pela União Nacional dos Trabalhadores Angolanos (UNTA), pela Força Sindical Angolana – Central Sindical (FSA-CS) e pela Central Geral de Sindicatos Independentes e Livres de Angola (CGSILA), um fato inédito na reunião das entidades sindicais. As reivindicações se pautaram na correção salarial, após anos de política de arrocho salarial, além da redução do Imposto de Rendimento de Trabalho e a correção a título de reajuste do subsídio de isolamento dos funcionários que trabalham no interior do país. No segundo semestre, as manifestações aumentaram de tamanho, sendo endossadas pela oposição, incluíndo também a pauta habitacional e por maiores liberdades democráticas.

## Antecedentes
Desde que João Lourenço assumiu o governo em 2018, a tônica do discurso têm sido uma política de maior austeridade nos gastos públicos e equilíbrio nas contas governamentais, com arrocho salarial, privatizações e corte de subsídios estatais. Tal cenário tem levado ao crescimento geral da insatisfação da classe trabalhadora no país. Vários movimentos grevistas de impacto nacional ocorreram desde 2018, com destaque para a greve geral no sector da educação, ocorrida entre abril e junho de 2018, promovida pelo Sindicato Nacional de Professores (SINPROF), e que contou com a adesão dos enfermeiros; a greve nos transportes ferroviários em maio de 2021; uma grande greve dos trabalhadores das instituições públicas de ensino em novembro de 2021 (que, inclusive, teve adesão dos trabalhadores do saneamento em dezembro de 2021); e entre janeiro e maio de 2022 movimentos grevistas sobretudo no sector público.
Em junho de 2023 uma onda de protestos havia tomado o país depois que o governo cortou os subsídios aos combustíveis.

## Fases da campanha grevista
A greve foi anunciada em fevereiro de 2024, e foi noticiada como um fato inédito, como "a primeira greve geral do país desde a independência, em 1975", movimento possível graças a união das três maiores centrais sindicais do país, a UNTA, a FSA-CS e a CGSILA.
1ª Fase
Ocorrida entre 20 e 25 de março de 2024, contou com uma forte adesão do serviço público nacional e de categorias de transporte, conseguindo que o governo angolano negociasse o estabelecimento de uma remuneração suplementar.
2ª Fase
A segunda fase da greve geral convocada pelas centrais sindicais angolanas durou de 22 a 30 de abril de 2024, pautando-se na reivindicação de aumentos salariais e de redução de impostos. Ao contrário da primeira fase, o governo angolano negociou mas não cedeu, insistindo que as finanças do Estado não permitiam reajuste salarial.
3ª Fase
Com a terceira fase da greve já iniciada em 28 de maio de 2024, as centrais sindicais decidiram suspender a mobilização após acordo com o Governo anunciado em 29 de maio. Porém, os focos grevistas finais somente foram desmobilizados em junho de 2024.

## Rescaldo
Mesmo a greve geral tendo findado em junho de 2024, os protestos no país retornaram no segundo semestre de 2024.